# O Porriño
O Porriño (Spanisch: Porriño) ist eine galicische Stadt in der Provinz Pontevedra im Nordwesten Spaniens mit 20.711 Einwohnern (Stand: 2024). Der Fluss Louro, ein Nebenfluss des Miño, fließt durch die Gemeinde.

## Geografie
Die Gemeinde grenzt im Norden an die Gemeinde Mos, im Nordwesten an die Gemeinde Vigo, im Westen an die Gemeinde Gondomar, im Süden an die Gemeinde Tuy, im Südosten an die Gemeinde Salceda de Caselas und im Osten an die Gemeinde Puenteareas. Sie ist Teil der Region Vigo.

## Bevölkerungsentwicklung der Gemeinde
Legende: Porriño___O Porriño

## Gemeindegliederung
Die Gemeinde O Porriño ist in acht Parroquias gegliedert:
| Parroquias             | Patrozinium   | Einwohner 2024 | Fläche km² | Dichte Einw./km² | Höhe msnm | Ortskennzahl |
| ---------------------- | ------------- | -------------- | ---------- | ---------------- | --------- | ------------ |
| Atios                  | Santa Eulalia | 2.272          | 12,23      | 186              | 99        | 36039010000  |
| Cans                   | Santo Estevo  | 439            | 4,10       | 107              | 58        | 36039030000  |
| Chenlo                 | San Xoán      | 522            | 9,28       | 56               | 137       | 36039040000  |
| Mosende                | San Xurxo     | 855            | 4,15       | 206              | 88        | 36039050000  |
| Pontellas              | Santiago      | 1.399          | 8,65       | 162              | 81        | 36039060000  |
| O Porriño              | Santa María   | 9.111          | 3,85       | 2.366            | 36        | 36039070000  |
| San Salvador de Budiño | San Salvador  | 2.024          | 13,62      | 149              | 95        | 36039020000  |
| Torneiros              | San Salvador  | 3.940          | 5,13       | 768              | 81        | 36039080000  |

## Wirtschaft
O Porriño hat dank seiner beiden Industriegebiete und seiner Granitsteinbrüche, in denen Ziergestein abgebaut wird, einen ausgesprochen industriellen Charakter.
| Ackerbau, Viehzucht und Fischerei                                                  | 061   | 00,67  |
| Industrie                                                                          | 2.270 | 024,92 |
| Bauwirtschaft                                                                      | 0617  | 06,77  |
| Dienstleistungsbetriebe                                                            | 6.162 | 067,64 |
| Total                                                                              | 9.110 | 100,00 |
| * Daten aus dem Statistischen Amt für Wirtschaftliche Entwicklung in Galicien, IGE |       |        |

## Söhne und Töchter der Stadt
- Luis Fernández Oliveira (* 1980), Radfahrer
- Gabri Veiga (* 2002), Fußballspieler